# Pierre Goubert
Pierre Goubert (ur. 25 stycznia 1915, zm. 16 stycznia 2012) – francuski historyk. 
Jest zaliczany do drugiej generacji Szkoły Annales. Był badaczem dziejów wieku XVII. 

## Wybrane publikacje
- Familles marchandes sous l'Ancien Régime, Paris, 1959.
- Beauvais et la Beauvaisis de 1600 à 1730, Paris, SEVPEN, 1960 (thèse de doctorat, École pratique des hautes études, VIe section). L'essentiel de cette thèse est repris sous le titre Cent mille provinciaux au xviie siècle, Paris, Ed. Flammarion, 1968, 439 p.
- L'avènement du Roi-Soleil, Paris, Julliard, 1961.
- Louis XIV et vingt millions de Français, Paris, Fayard, 1966.
- (avec Michel Denis), 1789: les Français ont la parole, Paris, Julliard, 1965.
- L' Ancien Régime, Paris, Armand Colin. T. I : la société (1969) ; t. II : les pouvoirs (1973).
- Clio parmi les hommes. Recueil d'articles, Paris, EHESS, 1976.
- La vie quotidienne dans les campagnes françaises au xviie siècle, Paris, Hachette, 1982.
- Initiation à l'histoire de France, Paris, Fayard, 1984. Grand Prix Gobert 1985.
- Mazarin, Paris, Fayard, 1990.
- Un parcours d'historien. Souvenirs, 1915-1995, Paris, Fayard, 1996.
- Le siècle de Louis XIV. Recueil d'articles, Paris, Éditions de Fallois, 1996.